# Истон, Шина
Шина Истон (англ. Sheena Easton, род. 27 апреля 1959) — шотландская певица, добившаяся мировой известности в 1980-е годы. Истон стала знаменитой, оказавшись в центре внимания в одном из эпизодов британского телесериала The Big Time, который записал её попытки добиться заключить контракт на запись и получения своего контракта с EMI Records.
В Великобритании композиции Шины Истон завоевали популярность и заняли 3-е место в Top 40 музыкальных альбомов и 8-е место в Top 40 музыкальных синглов.
Исполнила заглавную песню в двенадцатом фильме о Джеймсе Бонде «Только для твоих глаз» (1981); эта песня была номинирована на премию «Оскар» в номинации «Лучшая песня» (1981). При этом лицо исполнительницы появляется в открывающих титрах и это единственный подобный случай в фильмах о Бонде.
Шина Истон стала первым в истории Billboard исполнителем, песни которого возглавляли пять чартов синглов журнала — Top 40, Hot Adult Contemporary Tracks, R&B, танцевальная музыка и хит-парад страны.

## Дискография

### Альбомы
- Take My Time (1980)
- Sheena Easton (1981) (редакция Take My Time с новым названием)
- You Could Have Been with Me (1981)
- Madness, Money & Music (1982)
- Best Kept Secret (1983)
- A Private Heaven (1984)
- Todo Me Recuerda a Ti (1984) (англоязычный релиз)
- Do You (1985)
- No Sound But a Heart (1987)
- The Lover in Me (1988)
- What Comes Naturally (1991)
- No Strings (1993)
- My Cherie (1995)
- Freedom (1997)
- Home (1999)
- Fabulous (2000)

## Фильмография
| Год       |    | Русское название                       | Оригинальное название                           | Роль                                |
| --------- | -- | -------------------------------------- | ----------------------------------------------- | ----------------------------------- |
| 1987—1988 | с  | Полиция Майами                         | Miami Vice                                      | Кэйтлин Дейвис                      |
| 1993      | с  | —                                      | Jack’s Place                                    | Гвен                                |
| 1993      | тф | Мешки для трупов                       | Body Bags                                       | Меган                               |
| 1993      | с  | Горец                                  | Highlander: The Series                          | Энни Девлин                         |
| 1993      | с  | Приключения Бриско Каунти — младшего   | The Adventures of Brisco County Jr.             | Кристал Хоукс                       |
| 1993      | мф | Дэвид Копперфилд                       | David Copperfield                               | Агнес                               |
| 1994      | тф | Война с реальностью                    | TekWar                                          | Невеста Войны                       |
| 1995      | с  | —                                      | Haunted Lives: True Ghost Stories               | Дженет                              |
| 1995—1996 | мс | Гаргульи                               | Gargoyles                                       | разные персонажи                    |
| 1996      | мф | Все псы попадают в рай 2               | All Dogs Go To Heaven 2                         | Саша Ля Флёр                        |
| 1996      | с  | За гранью возможного                   | The Outer Limits                                | Мелисса Маккамон                    |
| 1996—1997 | мс | Бродяги                                | Road Rovers                                     | разные персонажи                    |
| 1996—1998 | мс | Все псы попадают в рай                 | All Dogs Go to Heaven: The Series               | Саша Ля Флёр                        |
| 1997      | мс | Дакмен                                 | Duckman: Private Dick/Family Man                | Бетти                               |
| 1997      | мс | Сильвестр и Твити: Загадочные истории  | The Sylvester & Tweety Mysteries                | Трикси                              |
| 1998      | мф | Все псы празднуют Рождество            | An All Dogs Christmas Carol                     | Саша Ля Флёр                        |
| 1999      | мс | Дикая семейка Торнберри                | The Wild Thornberrys                            | Мама-кенгуру                        |
| 1999      | с  | Куриный бульон для души                | Chicken Soup for the Soul                       | Вики                                |
| 1999      | ки | —                                      | Planescape: Torment                             | Анна-из-теней                       |
| 2001      | мс | Легенда о Тарзане                      | The Legend of Tarzan                            | доктор Робин Дойл                   |
| 2003      | с  | —                                      | Vegas Live! With Clint Holmes and Sheena Easton | ведущая                             |
| 2004      | мф | Скуби-Ду и тайна лох-несского чудовища | Scooby-Doo! and the Loch Ness Monster           | профессор Фиона Пембрук             |
| 2005      | мс | Юные мушкетёры                         | Young Blades                                    | королева Анна                       |
| 2009      | мс | Финес и Ферб                           | Phineas and Ferb                                | девушка на свидании с Фуфелшмертцем |
| 2015      | ф  |                                        | Romances of the Republics                       | Голди Кокер                         |